# Tахикардија са уским QRS комплексима
Тахикардија са уским QRS комплексима је поремећај срчаног ритма чија је фреквенца већа од 100/мин, са трајањем QRS комплекса на електрокардиограму (ЕКГ) < 120 ms. Ради упоређења нормална ширина QRS комплекса не прелази 0,10 s, и обично је од 0,06 do 0,08 s. 

## Облици
У тахикардије са уским QRS комплексима спадају:
- атријална фибрилација (АФ)
- атријални флатер (АФЛ)
- атриовентрикуларна нодална  reentry  тахикардија (АВНРТ)
- атриовентрикуларна reentry тахикардија која укључује аксцесорни пут (АВРТ)
- атријалне тахикардије (које по механизму могу бити аутоматске или reentry)
- мултифокална атријална тахикардија (МАТ)
- „спојничке“ тахикардије (чешће се јављају код деце)

## Дијагноза
Суправентрикуларне тахикардије
Најчешћи облик тахикардије са уским QRS комплексима је суправентрикуларне тахикардије, па су најважнији критеријуми за њену дијагнозу:
- уски QRS комплекси (< 120 ms) у ЕКГ-у
- маада широки QRS комплекси у ЕКГ-у не искључују суправентриуларну тахикардију! Суправентрикуларна тахикардија може имати широке QRS комплексе код болесника који и у синусном ритму имају блок леве или десне гране Хисовог снопа или се јавља аберантно провођење (чешће по типу блока десне гране) за време трајања тахикардије.[2]

Суправентрикуларне тахикардије се могу поделити на две групе зависно од тога да ли је AV чвор
укључен директно у механизам настанка и одржавања тахикардије:
Прва група
Прву групу чине reentry тахиакрдије у чији је настанак и одржавање укључен AV чвор, као што
су: 
- атриовентрикуларна reentry тахикардија која укључује аксцесорни пут,
- атриовентрикуларна нодална  reentry  тахикардија ,
- „спојничке“ тахикардије.

Друга група
Другу групу чине суправентрикуларне тахикардије у чији механизам настанка и одржавања није директно укључен AV чвор. То су reentry тахикардије или тахикардије због повећаног аутоматизма које су локализоване у преткоморама, а где AV чвор само проводи импусле на коморе. У ове тахикардије спадају: 
- атријална фибрилација,
- атријални флатер,
- мултифокална атријална тахикардија и
- највећи број атријалних тахикардија.

## Терапија
Напред наведене подела је значајна са становишта терапије. 
Терапија тахикардија из прве групе
Код тахикардија из прве групе, применом вагусних маневара или лекова који успоравају провођење кроз AV чвор (аденозин, бета блокатори, верапамил, дилтиазем) може се зауставити тахикардија прекидањем кружног кретања импусла у reentry кругу који укључује и AV чвор. 
Терапија тахикардија из друге групе
Код тахикардије из друге групе примена вагусних маневара и лекова за успоравање AV чвора не постиже се конверзија, али се успорава провођење импусла на коморе, чиме се постиже њихов ефикаснији рад. Осим тога, са успоравањем АВ провођења може се електрокардиографски боље диференцирати тип суправентрикуларне тахикардије (нпр могу се приказати флатерски таласи).